# Пауэрлифтинг на Всемирных играх 1997
Пауэрлифтинг на Всемирных играх 1997 года включал розыгрыш шести комплектов медалей.

## Призёры

### Мужчины
| Дисциплина  | Золото           | Серебро              | Бронза         |
| ----------- | ---------------- | -------------------- | -------------- |
| Лёгкий вес  | Алексей Сивоконь | Сутрисно Бин Даримин | У Чунь Хсуин   |
| Средний вес | Трихарианто      | Дмитрий Соловьёв     | Ян Вильчинский |
| Тяжёлый вес | Стурла Давидсен  | Карл Кристофферсен   | Янне Тойванен  |

### Женщины
| Дисциплина  | Золото        | Серебро        | Бронза       |
| ----------- | ------------- | -------------- | ------------ |
| Лёгкий вес  | Линь Ли Минь  | Райя Коскинен  | Надежда Мир  |
| Средний вес | Кэрри Будро   | Ингеборд Маркс | Айрин Франги |
| Тяжёлый вес | Лиза Шёстранд | Ли Чиа Суй     | Чао Чэнь Е   |